# Malcolmia triloba
El alhelí marino (Malcolmia triloba)  es una especie  de planta  perteneciente a la familia de las brasicáceas.

## Descripción
Planta de color ceniciento en ramas tiernas o pardo en ramas ya «duras», con pelos en forma de estrella, poco visibles a simple vista. Los tallos, con una longitud de entre 8-40 cm son erectos y con ramificaciones desde la base. Las hojas, casi nunca visibles si la planta está florida, son espatuladas y a veces enrolladas a lo largo. La floración ocurre en primavera (entre marzo y abril). Las flores presentan cuatro pétalos, con longitudes de entre 10-13 mm, de colores rosados o violeáceos (ocasionalmente blancos). Los frutos son largos, de hasta 30 mm, casi cilíndricos y dejando adivinar la fila de semillas en su interior.

## Distribución y hábitat
En España en Castilla y León. Su nombre hace referencia a su presencia en playas y dunas marinas, pero también lo hace en otros lugares arenosos e incluso cultivados.

## Taxonomía
Malcolmia triloba fue descrita por (L.) Spreng. y publicado en Syst. Veg. (ed. 16) [Sprengel] 2: 899. 1825
Citología
Número de cromosomas de Malcolmia triloba (Fam. Cruciferae) y táxones infraespecíficos: 2n=24
Etimología
Ver: Malcolmia
triloba: epíteto latino que significa "con tres lóbulos", hace referencia a aquellos presentes en sus pequeñas hojas.
Sinonimia
- Hesperis erosa Lag.
- Hesperis laera (L.) L.
- Malcolmia broussonetii DC.
- Malcolmia erosa (Lag.) DC.
- Malcolmia gracilima Samp.
- Malcolmia lacera subsp. broussonetii Greuter & Burdet
- Malcolmia lacera subsp. gracilima Franco
- Malcolmia lacera subsp. lacera DC.
- Malcolmia lacera subsp. patula (Lag. ex DC.) Rivas Mart.
- Maresia lacera (L.) F. Dvořák
- Wilckia gracilima Samp.
- Wilckia lacera Samp.[7]

## Nombres comunes
- Castellano: alhelí supino de color azul, leucoio supino de color azul, alhelí clavelado, alhelí marino.[8]